# Cassiane
Cassiane Santana Santos Manhães Guimarães (Nova Iguaçu, 27 de janeiro de 1973) é uma cantora e pastora brasileira.
Recordista de vendas, a cantora alcançou destaque nacional ainda jovem. Com o disco Sem Palavras, Cassiane tornou-se uma das intérpretes mais notáveis do segmento evangélico. Até a década de 2000, com discos como Com Muito Louvor e Recompensa, a artista recebeu várias certificações de ouro e platina tripla por seus álbuns. É detentora de hits conhecidos como "Com Muito Louvor", "Imagine" e "Hino da Vitória".

## Biografia
Filha do casal José dos Santos e Castália dos Santos, Cassiane nasceu em uma família evangélica, no município de Nova Iguaçu, Baixada Fluminense (RJ), membro da Igreja Assembleia de Deus desde seu nascimento. Com três anos, já cantava em cultos com o apoio da família.
Aos 11 meses de idade, Cassiane contraiu uma doença que permanece não esclarecida. Numa das crises, foi levada ao posto do antigo INPS por sua mãe, em Nova Iguaçu, onde supostamente teria sido constatada sua morte. A cantora alega que Deus restaurou sua vida, por intermédio de oração de um membro da igreja da qual participa.
Em 28 de outubro de 1994, casou-se com o também cantor e produtor musical Jairinho Manhães, o qual era seu amigo de infância. Juntos têm três filhos, Jayane, nascida em 16 de fevereiro de 1998, Caio nascido em 16 de setembro de 2001 e Joshua, nascido em 5 de julho de 2003.
Atualmente Cassiane e Jairinho são pastores, e desde 2014 lideram o Campo de Alphaville da Igreja Evangélica Assembleia de Deus (Ministério de Madureira), conhecida como ADALPHA, no bairro de Alphaville em Barueri, município da Zona Oeste da Grande São Paulo.
Cassiane é a 1ª mulher consagrada ao pastorado em uma igreja Assembleia de Deus de ministério histórico (Ministério de Madureira), consagrada em 2005 junto com seu esposo.

## Carreira
Em 1981, a cantora gravou seu primeiro disco chamado Cristo É A Força, aos 8 anos de idade. Em 1983, lança seu segundo disco intitulado Dou Glória A Deus. Posteriormente, lançou Rosa de Saron, Desafio e União entre 1985, 1987 e 1990, respectivamente, além de lançar um LP Musical Evangélico com Andrea Fontes, em 1986, cantando somente as faixas do lado A.
Em 1992, lançou de forma independente o álbum Atualidades, mais tarde distribuído pela MK Music. Em 1993, Cassiane assina um contrato com a gravadora e lança o álbum Força Imensa, que contém o sucesso "Igreja Pequena", além de músicas como "Entrega" e a própria música de trabalho do álbum.
Em 1994, Cassiane lança o CD Puro Amor com a produção de Jairinho Manhães, mas sua entrada definitiva ao mainstream ocorreu em 1996 com o disco Sem Palavras, composto por músicas como "Imagine", "Valeu a Pena" e "Vencedor Sempre Serei". Foi o primeiro disco da intérprete a vender mais de cem mil cópias e certificado com disco de ouro. Em 1997 é lançado o VHS Sem Palavras, primeiro de sua carreira, e em 2010 o DVD.
Em 1998 é lançado o disco Para Sempre que contém a músicas "Vou Seguir", "Onde Jesus Mora", "Para Sempre" e "Lugar de Glória". O disco, assim como o anterior, foi certificado com disco de ouro.
Em 1999 e 2001, são lançados os discos Com muito Louvor e Recompensa, considerados discos importantes na carreira da intérprete, por solidificar sua notoriedade dentro de seu estilo. Nestes álbuns, o produtor musical Jairinho imprime características de suas melodias e harmonias, como "pontes" e "paradas", com mudanças de tons, sendo que em 2000, a cantora lançou seu segundo DVD, o Com Muito Louvor, pela repercussão do CD.
Em 2003, gravou A Cura, que possui uma proposta diferente na produção musical e arranjos feitos por seu marido. O CD contém músicas de grande sucesso como "Tremendo e Santo", "Não Negue a Jesus", "Eu Quero Ver", "Ele é o Rei" e "Sinfonia de Louvor".
Em 2005, Sementes da Fé trouxe a participação de músicos como Emerson Pinheiro e Bene Maldonado na ficha técnica. É composto por músicas como "Louve Sempre", "Abraço do Noivo", "Vai Abalar, Vai Sacudir" e "Esconderijo do Altíssimo". No dia 23 de novembro desse mesmo ano, Cassiane grava o DVD 25 Anos de Muito Louvor na Catedral das Assembleias de Deus em Santa Cruz, em comemoração aos seus 25 anos de carreira. O evento contou com um público oito mil pessoas.
Em 2005, Cassiane e Jairinho ganharam o Troféu Talento, como Melhor Dupla, pelo álbum Você e Eu. Ganhou também em 2007 como Melhor Álbum Pentecostal pelo álbum de 25 anos.
Em 2007 Cassiane lança de pela sua gravadora Reuel Music o CD Faça Diferença, que contém o sucesso "Todo Poderoso", além de músicas como "Mergulhe" e "Verdadeiro Adorador". O disco foi proibido de ser comercializado na época devido a um processo judicial da gravadora MK Music contra Cassiane, mas voltou a ser distribuído pelo selo Sony Music em 2010 e em 2015 pela própria MK Music.
Inspirada no modelo do programa Ídolos a cantora lançou o programa de calouros Levitas, que estreou em maio de 2009 pela Rede CNT de Televisão.
Em 19 de julho de 2010 assinou contrato com a Sony Music e no mesmo ano lançou pela nova marca o CD Viva.
Em 2011, a cantora lança Ao Som dos Louvores e no ano seguinte é realizada a gravação do CD e DVD Um Espetáculo de Adoração. Saiu da gravadora em outubro de 2013.
Em 2014, a artista fechou contrato com a distribuidora Onimusic para a distribuição do álbum Somos 1 com Jairinho.
No dia 15 de setembro de 2015, assinou contrato com sua antiga gravadora MK Music. Foram lançados em forma de distribuição (pois já estavam prontos) os álbuns Harpa Vol. 2 e Eternamente, em  novembro do mesmo ano.
Em 2017, Cassiane participou da Coletânea Grandes Encontros MK 30 Anos, regravando canções de sucesso ao lado de Léa Mendonça, Bruna Karla e Anderson Freire, são elas: Imagine (CD Sem Palavras, lançado em 1996), Com muito Louvor (CD Com muito Louvor da Cassiane, lançado em 1999) e Identidade (CD Identidade do Anderson Freire, lançado em 2011)
Mesmo com o lançamento do criticado EP A Voz em 2020, a cantora foi indicada na categoria "melhor cantora", no "Troféu Gerando Salvação".

## Discografia

### Álbuns de estúdio
- 1981: Cristo é a Força
- 1983: Dou Glória a Deus
- 1985: Rosa de Saron
- 1987: Desafio
- 1990: União
- 1992: Atualidades
- 1993: Força Imensa
- 1994: Puro Amor
- 1996: Sem Palavras
- 1998: Para Sempre
- 1999: Com muito Louvor
- 2001: Recompensa
- 2003: A Cura
- 2005: Sementes da Fé
- 2007: Faça Diferença
- 2010: Harpa - Vol. 1
- 2010: Viva
- 2011: Ao Som dos Louvores
- 2013: Tempo de Excelência
- 2015: Harpa - Vol. 2
- 2015: Eternamente
- 2016: Tempo de Excelência (Remasterizado)
- 2018: Nível do Céu
- 2020: A Voz
- 2022: Não Posso Desistir

### Álbuns ao vivo
- 2006: 25 Anos de Muito Louvor
- 2008: Faça Diferença - Culto Ao Vivo
- 2013: Um Espetáculo de Adoração
- 2017: Live Session
- 2019: Live Session - Nível do Céu
- 2021: Acústico - Ao Vivo
- 2022: Aquieta
- 2023: Eu Sou Uma Pérola
- 2023: O Segredo
- 2024: 40 Anos (Ao Vivo)

### Compilações
- 2001: Companheiras de Louvor - Vol. 2
- 2002: Coleção 2 CD's em 1 (Força Imensa e Fogo Santo)
- 2003: Grandes Nomes (Atualidades e Eternamente Sua)
- 2008: Som Gospel
- 2011: 100 Anos do Movimento Pentecostal
- 2011: Seleção Essencial - Grandes Sucessos
- 2014: Gospel Collection
- 2014: Mega Hits

### Projetos Especiais
- 2001: Song Book - Com muito Louvor
- 2018: Audiobless: Quando Deus Age

### Videografia
- 1997: Sem Palavras
- 2000: Com muito Louvor
- 2006: 25 Anos de Muito Louvor
- 2008: Faça Diferença - Culto Ao Vivo
- 2008: MK Clipes
- 2010: Harpa, O Recital
- 2011: 100 Anos do Movimento Pentecostal
- 2011: Viva Bastidores
- 2013: Um Espetáculo de Adoração

## Controvérsias

### Processo da gravadoraMK Music
Em dezembro de 2007, Cassiane lançou pelo selo de sua distribuidora/estúdio Reuel Music, o álbum Faça Diferença, enquanto ainda vigorava um contrato com a MK Music. A gravadora então abriu um processo contra a cantora por não cumprir um contrato artístico, impedindo este novo trabalho de ser comercializado após a primeira tiragem.
Segundo a artista, foi informada que havia chegado o momento de renovar o contrato, mas ela não quis pois supostamente já havia o cumprido lançando cinco álbuns. Porém a gravadora afirmou a ela que os trabalhos ao vivo e as regravações não contavam, portanto a artista devia um disco ao selo. Além do processo por não cumprir o contrato, a cantora foi acusada de formação de quadrilha. A cantora tentou reinscidir o contrato judicialmente.
| “ | Quando entreguei o DVD de 25 anos e também o CD ao Vivo, um ano após o lançamento deles, fui chamada pela MK para uma conversa sobre renovação de contrato. Quando eu disse que não renovaria é que eles disseram para mim que não iriam contar como ‘obras’ o meu DVD e o meu CD ao vivo, como também o Home Vídeo Com Muito Louvor. Mas penso a pior e mais triste foi a criminal, por formação de quadrilha, além de outras! Fiquei decepcionada. | ” |

Dois anos depois a obra retomou a ser comercializada primeiramente pela Quality Music e em seguida pela Sony Music, que em seguida conseguiu contrato para lançar futuros álbuns. Durante época do processo em 2008, a artista chegou a criticar fortemente a gravadora durante o Programa Raul Gil em rede nacional.
Em dezembro de 2009, após um almoço com Yvelise de Oliveira, Cassiane e seu marido Jairinho Manhães terminaram com a briga judicial e a cantora passou a trabalhar no disco que seria lançado pela MK Music em 2010 mas sem a volta de Cassiane à gravadora. O álbum, intitulado Tempo de Excelência foi lançado em 2013, 3 anos após o incidente, apenas no formato digital.
Em 2015, após a volta da cantora pra MK Music, o álbum Faça a Diferença passou a ser comercializado com o selo da gravadora. Já o CD Tempo de Excelência foi remasterizado e enfim, lançado no formato físico.

### ClipeA Voz
Em 17 de julho de 2020 foi lançado o clipe da música A Voz. O clipe gerou bastante polêmica ao mostrar uma mulher violentada pelo marido várias vezes, e ao invés dela denunciá-lo, apenas faz orações para sair daquela situação. A cantora foi acusada de romantizar a violência doméstica, e fez com que o vídeo recebesse várias reações negativas. A polêmica foi tão grande que o clipe precisou ser modificado, e cenas da mulher denunciando o marido foram incluídas. Por meio de uma postagem em uma rede social, a cantora se desculpou pelo ocorrido.

## Títulos
- Embaixadora da Paz e do Social - Título dado pela ONU.